# Sten Teodorsson
Herbert Inge Sten Teodorsson, född 18 januari 1904 i Göteborgs Haga församling, död 28 maj 1992 i Göteborgs Karl Johans församling, var en svensk konstnär, verksam som skulptör, tecknare och målare i Göteborg. 
Teodorsson var son till snickaren Julius Teodorsson och Ida Carlson. Efter realskoleexamen började han utbilda sig till reklamartist innan han studerade konst för Hjalmar Eldh vid dåvarande Slöjdföreningens skola 1925 samt vid Valands målarskola 1928–1932, där Sigfrid Ullman var hans lärare. Undervisning i skulptur förekom inte vid Valands vid denna tid utan undervisningen var helt inriktad på krokiteckning och måleri. Han studerade därför skulptur kortare perioder vid Konstakademien i |Stockholm 1935 och Det Kongelige Danske Kunstakademi i |Köpenhamn 1940. Han är främst känd for sina porträttbyster, men också som en utmärkt tecknare.
Teodorsson var en tillbakadragen person, som sällan ställde ut sina verk. Följande utställningar är dokumenterade: Tillsammans med Georg Lodström ställde han ut med målningar och grafik på Lorensbergs konsthall 1944 och tillsammans med Kristian Lundstedt ställde han ut på Göteborgs konsthall 1946 där han visade ett 40-tal skulpturer och 1952 återvände han till Göteborgs konsthall där han tillsammans med Sixten Lundbohm ställde ut 124 teckningar. Separat ställde han ut på Konstnärshuset i Stockholm, Trollhättan, och Vänersborg 1954 samt på Trollhättans konsthall 1990.. Han medverkade i ett stort antal grupp- och samlingsutställningar av Göteborgskonst som visades i Göteborg, Helsingfors 1938, Stockholm 1947 och Dublin 1951. Han deltog sedan 1936 i några av Sveriges allmänna konstförenings salonger i Stockholm, Liljevalchs konsthalls Stockholmssalonger, Nordiska konstutställningen på Mässhallen i Göteborg 1939,  Svenska konstnärernas förenings utställningar på Göteborgs konsthall 1960 och på Konstnärshuset 1963 samt Nutida svensk skulptur som visades på Liljevalchs konsthall 1966. Han tilldelades tidskriften Palettens stipendium 1949, Göteborgs stads kulturstipendium 1953, stipendium ur Bergs fond 1955, Winqvists fond 1960 samt flera statliga arbetsstipendier. 
Teodorsson är representerad på Nationalmuseum, Moderna museet i Stockholm, Göteborgs konstmuseum, Malmö museum, Borås konstmuseum, Vänersborgs museum och Hallands konstmuseum.
Han var från 1935 gift med Karin Magnusson (1906–1996), dotter till köpmannen Oskar Magnusson och Klara, ogift Sahlsten. Tillsammans med sin hustru och sina föräldrar är han begravd på Västra kyrkogården i Göteborg.